# 製粉振興会
一般財団法人製粉振興会（せいふんしんこうかい）は、日本における製粉業界の振興を図るために1966年に財団法人として設立され、その後、2013年に公益法人改革により一般財団法人となった。現在、収入のほとんどは事業再編促進事業に参加する製粉企業の「拠出金」(預り金）であり、団体の運営・事業経費は財産運用等により賄っている。

## 沿革
- 1966年（昭和41年）9月16日 - 設立
- 2013年（平成25年）7月1日 - 一般財団法人化

## 目的
製粉工業の近代化と合理化を図り、製粉企業の振興及び発展並びに粉食普及による国民生活の向上に寄与すること。

## 事業
- 製粉工業の近代化の促進
- 製粉工業の構造改善
- 粉食普及のための教育・広報
- 製粉技術と企業経営の改善向上
- 小麦粉の生産・流通・消費の調査研究
- その他目的に必要な事業

## 契約生産奨励金
製粉会社が小麦を生産農家や輸入業者から買い取る際に、農林水産省が徴収する「マークアップ」とは別に、「契約生産奨励金」という法的根拠のない拠出金が上乗せされていた。この仕組みは2009年3月31日をもって廃止されたが、2008年当時、1トンあたり1530円とされ、年間総額約85億円がこの製粉振興会に支払われていた。さらにそのうち、61億円が社団法人全国米麦改良協会に交付されていた。